# Tărcaia
Tărcaia (Hongaars: Köröstárkány) is een Roemeense gemeente in het district Bihor.
Tărcaia telt 2025 inwoners. Hiervan vormen de Hongaren de meerderheid. De gemeente is daarmee een Hongaarstalige enclave in dit deel van het district Bihor (zie Hongaarse minderheid in Roemenië) en Fekete-Körös-vallei.
In de hoofdplaats is een Hongaarstalige basisschool en een Hongaars Gereformeerde Kerk.

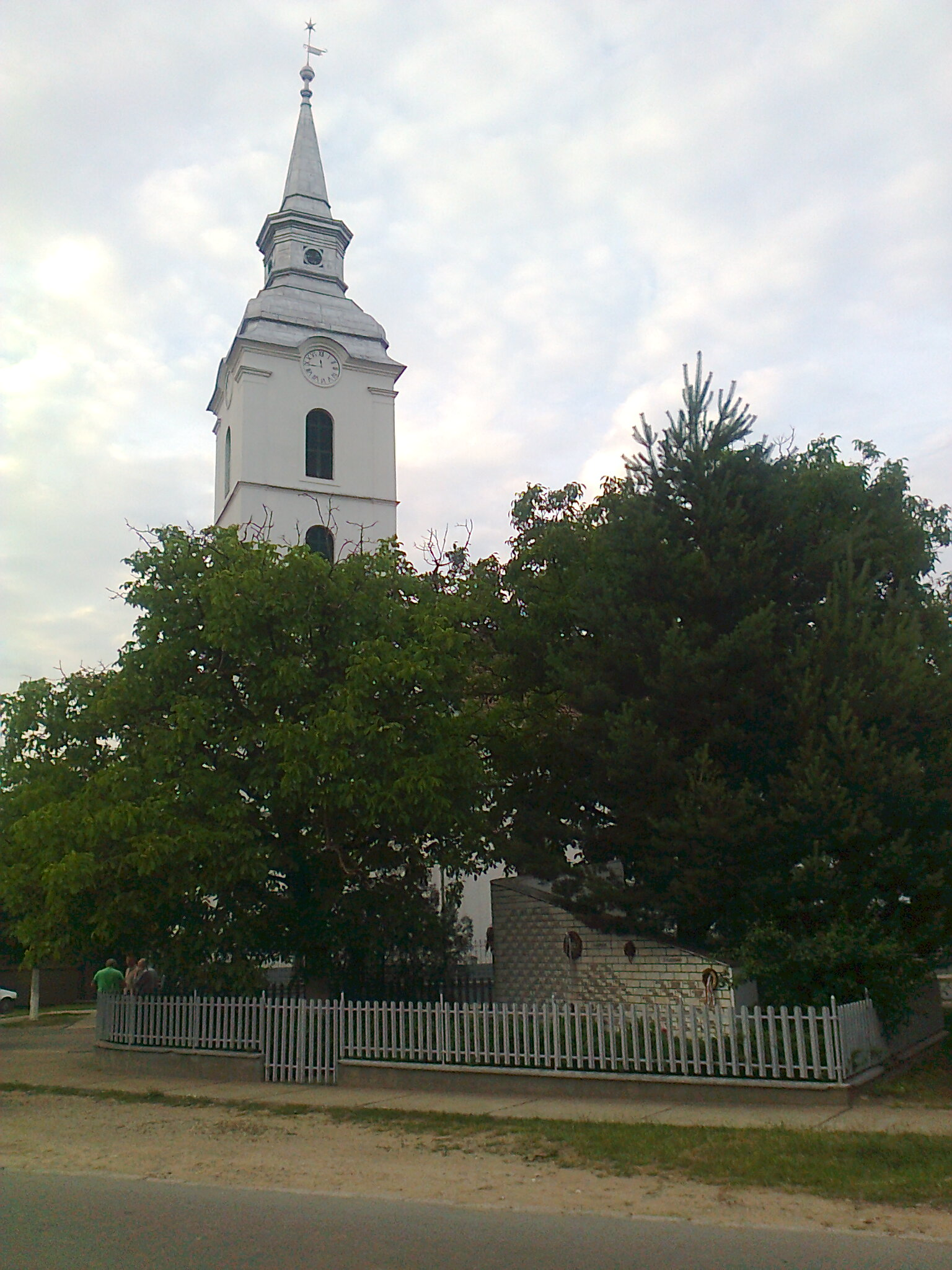
Hongaars Gereformeerde Kerk